# La Banqueta (revista)
La Banqueta es una publicación periódica de la ciudad de Lérida fundada en 1982 por el Ayuntamiento de la ciudad. Es una colección de pequeño formato que aborda de forma sencilla y breve diversos aspectos de la vida cultural leridana, sobre todo de los siglos XX y XXI. De aparición irregular, privilegia a los autores e investigadores leridanos. En 2016 se habían publicado unos cuarenta números de su publicación. 

## Historia
Impulsada por el concejal de cultura de Lérida Jaume Magre, su primer número  incluía la tesis de licenciatura de Frederic Vilà sobre el arquitecto Francesc de Paula Morera i Gatell,  arquitecto modernista. El tercer número de “La Banqueta” lo firma Esther Ratés,  quien de forma parecida a Vilà pone a disposición del público general la esencia del trabajo expuesto en su tesis de licenciatura  y en la que fue la su tesis doctoral,  ambas centradas en la descripción del panorama artístico de la ciudad entre 1930 y 1980. La autora realiza un itinerario cronológico y realiza una sencilla ordenación del corpus de artistas diferenciando por un lado a los que ellos llama "pioneros" ( Morera, Gili, Gosé, Viladrich, etc.) de los representantes de la incipiente vanguardia de preguerra; y por otra, identifica claramente al Grupo Cogul como un elemento diferenciado en el arte del tiempo de la posguerra y la transición.  El número publicado en 1987, Art o la vanguardia en Lleida, destaca especialmente por su condición pionera en tanto que estudio de carácter monográfico en torno a la revista Art y el fenómeno generado a su alrededor. 
En 1990, “La Banqueta” acercó a la ciudadanía una institución que, a pesar de tener más de 75 años de historia, había desaparecido del imaginario popular.  Era el Museo Jaime Morera, que protagonizaba un trabajo de documentación importante sobre las vicisitudes de esta institución a lo largo de su historia. 
El número dedicado a Ricardo Viñes, firmado por Montserrat Bergadà, Màrius Bernadó y Nina Gubisch-Viñes,  es el primer cuaderno de “La Banqueta” que trata exclusivamente sobre un artista plástico. Se trata del 23 volumen, un trabajo de Josep Miquel Garcia dedicado a Javier Gosé.  El texto repasa la vida de Gosé, desde sus primeros pasos por la Escuela de la Lonja, en contacto con miembros de la Colla del Safrà y las veladas en Els Quatre Gats, hasta la exposición póstuma celebrada en homenaje al artista en 1915. Por último, otro de los ejemplares destacados de esta colección es precisamente el publicado a principios de 2011 como obra póstuma del artista Miquel Roig Nadal. 